# 유리알락하늘소
유리알락하늘소 (학명: Anoplophora glabripennis 아노플로포라 글라브리페니스[*])는 한반도, 북중국 및 남중국, 그리고 논쟁의 여지가 있지만 일본 북부 지방에도 분포하는 하늘소의 한 종류이다. 유리알락하늘소는 미국 동부에서 1996년에 처음 발견되었으며, 캐나다와 오스트리아, 프랑스, 독일, 이탈리아, 영국,  등 유럽의 여러 국가에도 유입되었다.

## 분류 및 특징
성충은 몸이 매우 크며 길이 1.7 to 3.9 cm (0.67 to 1.54 in)에 더듬이의 길이(4 cm (1.6 in))까지 포함할 경우, 전체 길이는 몸길이의 1.5~2배를 뛰어넘는다. 몸은 전체적으로 광택이 있는 검정색이며 딱지날개 한 장에 약 20개의 흰점이 나 있고 더듬이의 마디 기부마다 흰색의 띠가 둘러싸 눈에 띌 정도로 보인다. 하늘을 날 수 있으나, 하늘소 특유의 크기와 무게로 인한 제약 때문에 단거리 비행만이 가능하다. 성충의 다리 윗부분은 청백색이다. 유리알락하늘소는 딱지날개의 점들과 더듬이의 무늬 때문에 근연종들과 동정 구분이 된다.

## 분포 및 서식 범위, 기주[3]
유리알락하늘소는 동중국 및 한반도 등 동아시아가 원산이다. 1800년대 중반에 일본에도 있는 것으로 알려졌지만 원 분포지가 아닐 수도 있다. 원 서식지에서 넘어 온 것일 수도 있다.
유리알락하늘소는 원 서식지에서 단풍류, 포플러류, 버드나무류, 그리고 느릅나무류의 주요 해충이다. 미국에서의 경우, 앞서서 기술한 수종에서 뿐만 아니라 칠엽수속·자귀나무속·자작나무속·계수나무속·물푸레나무속·버즘나무속·마가목속 등의 수종에서도 모든 생활환이 확인되었다. 캐나다에서는 다른 수종에서 산란의 흔적을 발견했음에도 불구하고 단풍나무, 자작나무, 포플러, 버드나무에서만 생활환이 확인되었다. 단풍은 느릅나무, 버드나무에 이어 북아메리카에서 세 번째로 유리알락하늘소가 많이 발견되는 수목이다. 유럽의 경우, 생활환의 흔적이 단풍속·칠엽수속·오리나무속·자작나무속·서어나무속·너도밤나무속·물푸레나무속·버즘나무속·살구속·버드나무속·마가목속 등의 수종에서 나타난 기록이 있다. 유럽의 나무 중 가장 발생량이 많은 기주 5종은 유럽의 해충 발생 수목 상위 5개는 발생량 순에 따라 단풍나무, 자작나무, 버드나무,  칠엽수, 포플러로 보고 있다. 모든 포플러류가 전부 유리알락하늘소의 가해에 취약한 것은 아니다. 기타 취약 경제적중요목으로는 사과 (Malus domestica)·뽕나무(Morus alba)·핵과류 (Prunus spp.)·배 (Pyrus spp.)·장미 (Rosa spp.)·아까시나무 (Robinia pseudoacacia)가 있다.

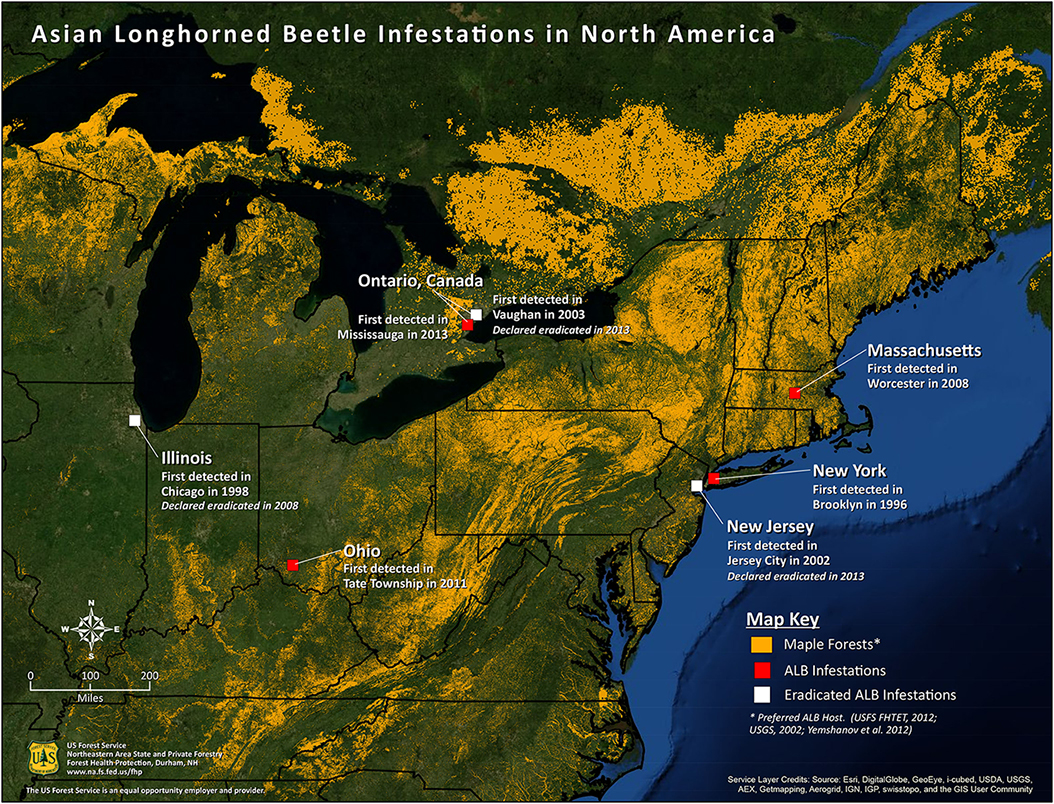
유리알락하늘소의 북미 최초 발견지역 (2015년 7월 2일 즈음)

북미에서는 1996년 8월 뉴욕 및 브루클린에서 기존 개체군이 처음 발견된 이후 뉴욕주, 뉴저지주, 매사추세츠주, 일리노이주, 오하이오주, 그리고 캐나다의 온타리오주 등 다른 지역에서도 발견되었다. 그러나 이들 주와 군 내의 일부 지역에서 박멸되었다. 사우스캐롤라이나주에서 최초로 확인된 발견지는 2020년 6월 4일 할리우드, 찰스턴 카운티 내 거주지역에서이다. 그 결과 클렘슨 대학교 산하 주립작물해충위원회(주 정부 산하 작물해충 방제 기관)와 연립동식물건강검사청(APHIS)이 검역를 선언했다.
유럽에서는 오스트리아(2001년 브라우나우암인에서), 벨기에, 프랑스, 독일, 이탈리아, 스위스, 영국에서 정주 개체군이 발견되었으나, 유리알락하늘소가 목재 포장 등의 국제무역 상품의 검사를 통해 다른 지역에서도 포획되었음이 밝혀졌다. 2021년 1월, 오스트리아는 오스트리아 내 마지막 발생 사례 지역인 갈스파흐에서 4년(2번의 생활환) 동안 아무런 발견이 없어 하늘소로부터 해방되었음을 발표했다.

## 생활환

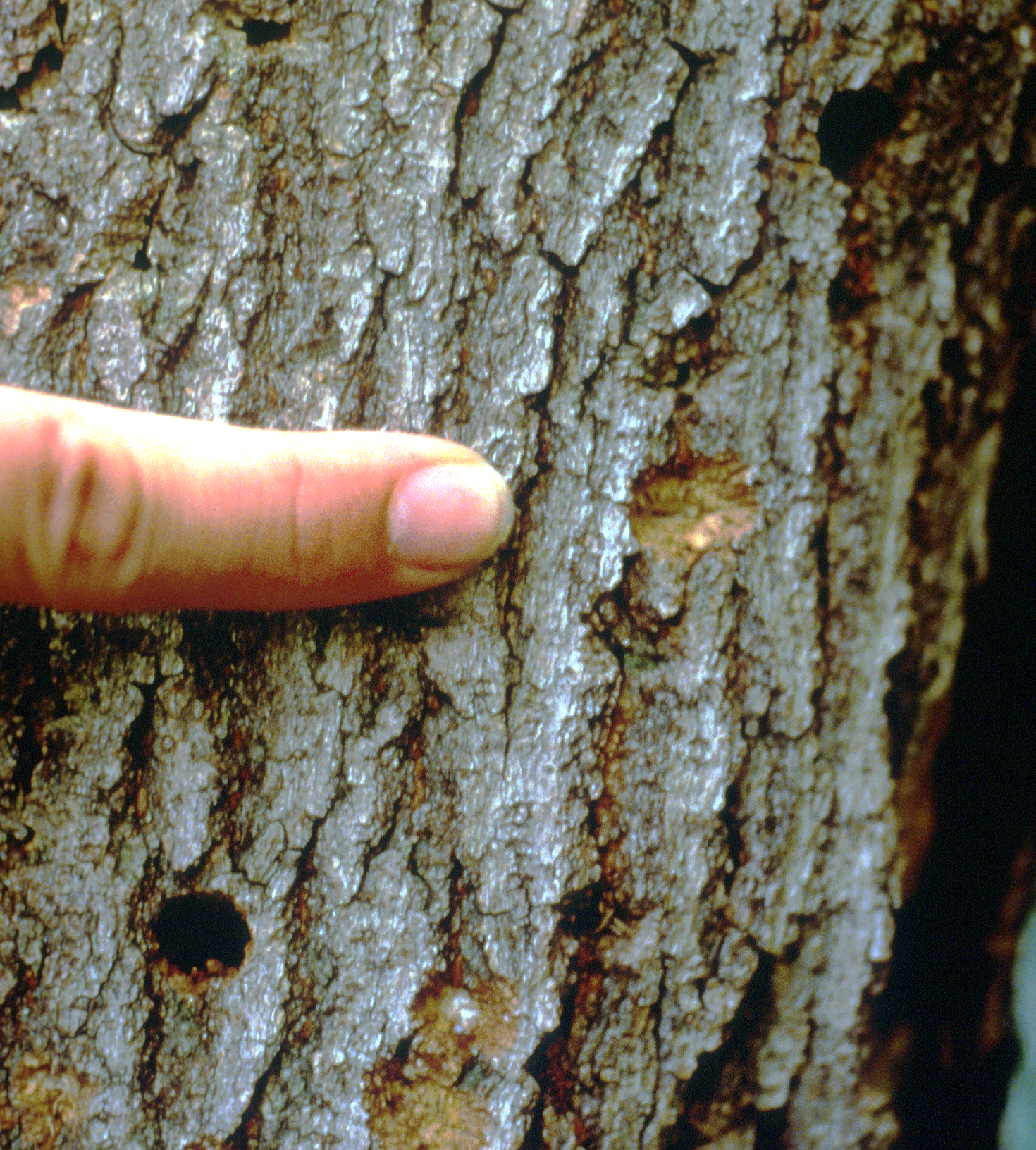
유리알락하늘소 암컷이 씹어서 만든 산란공

암컷 성충은  한평생에 45-62개의 알을 낳는데, 나무 껍질 밑으로 형성층까지 작은 구멍을 씹어서 파 5–7 mm (0.20–0.28 in) 길이의 알을 한 개 씩 낳는다. 알은 온도에 따라 13~54일 안에 부화한다. 늦여름이나 초가을에 낳는 알과 같이 충분히 발달하지 않은 알은 겨울을 나고 다음 계절에야 부화한다.
애벌레는 원통형이며 길고 길이 50 mm (2.0 in), 폭 5.4 mm (0.21 in)이다. 애벌레는 먼저 유관속형성층 부위에 먹이 갱도를 파내지만 좀 더 크면 변재로 파고 들어간다. 애벌레는 기주 및 온도 조건에 따라 1~2년 동안 5령까지 성장한다. 원래 있던 산란 장소 근처의 갱도에서 '목설'(식해 후 나온 찌꺼기나 배설물)을 배출한다. 일생 동안 최대 1,000cm²의 나무를 섭취할 수 있다. 유리알락하늘소의 애벌레는 임계 체중에 도달하기 전까지는 번데기가 되지 않으므로 추가 영단계가 생길 수도 있다.
용화는 대개 봄에 변재 내부의 에벌레 갱도 끝에서 이루어지며, 우화는 그로부터 12~50일 후에 일어나는데, 이 때 성충은 우화 후 대략 1주 동안 나무 속에서 후식한다. 성충은 잎자루를 먹으며 유관속형성층을 먹기 위해 작은 가지의 나무 껍질을 씹어서 벗겨낸다. 알, 애벌레, 또는 번데기로 나무 속에서 겨울을 보낸다. 월동 시기에 번데기는 활동이 정지되어 발생이 이루어지지 않는다. 기온이 10 °C (50 °F) 이상이 되면 생활환을 재개한다.
암컷 성충은 우화 후 바로 교미가 가능하지만, 난황소의 성숙을 위해 부화 후 바로 섭식이 필요하다. 실험 연구에 따르면 암컷의 성숙 기간은 9~15일로 추정된다. 수컷 성충은 우화 전부터 정소가 성숙해 있으며, 먹이는 정상적인 활동을 유지하기 위해서만 필요하다. 성충은 보통 개체군 밀도가 높거나 기주가 죽지 않는 한 새로운 식물을 개척하기보다는 미성숙 단계에서 발달한 식물에 알을 낳는 것을 선호한다. 그러나 산란을 하면 새로운 기주를 찾기 위해 성장기에 기주목에서 약 2.5 km (1.6 mi)까지 이동할 수 있지만, 표지 재포획 실험 중 성충의 약 98%가 방출 지점에서 1 km (0.62 mi) 이내의 거리에서 재포획되었다. 성충은 대개 수관 및 주 가지에 먼저 발생하며, 수관이 고사하면 줄기에서 발생하기 시작한다. 성충의 수명과 번식력은 애벌레 기주식물과 온도 등의 조건에 영향을 받는다. 실험실에서 사육한 수컷과 암컷은 각각 최대 202일과 158일까지 생존한다.

## 예찰 및 방제

### 예찰
종종 감염목의 수관에 달린 큰 가지에서 직경 1~2cm의 탈출 구멍을 찾아 하늘소의 침입을 발견할 수 있다. 때때로 출구 구멍에서 거친 톱밥이나 목설이 흘러나오는 것을 확인할 수 있다. 가뭄이 아닌 데에도 죽어가는 나무의 가지들, 노랗게 물든 잎도 유리알락하늘소의 침입을 뜻한다. 페로몬 및 식물성 카이로몬이 함유된 덫(페로몬 트랩)을 사용하여 근처에 있는 성충을 유인할 수 있다. 일부 음향 감지기는 나무 내의 유충 먹이를 구별할 수도 있다. 나무의 목설에서 나는 향을 감지하도록 개를 훈련시킬 수도 있다.

### 검역
유리알락하늘소의 인간에 의한 돌발 확산을 방지하기 위해 발생 지역 주변에 검역 조치가 마련되어 있다. 해상 운송에 대한 고형 목재 포장재의 사용은 특정 항구에서 적절한 처리 방법을 위해 규제된다.

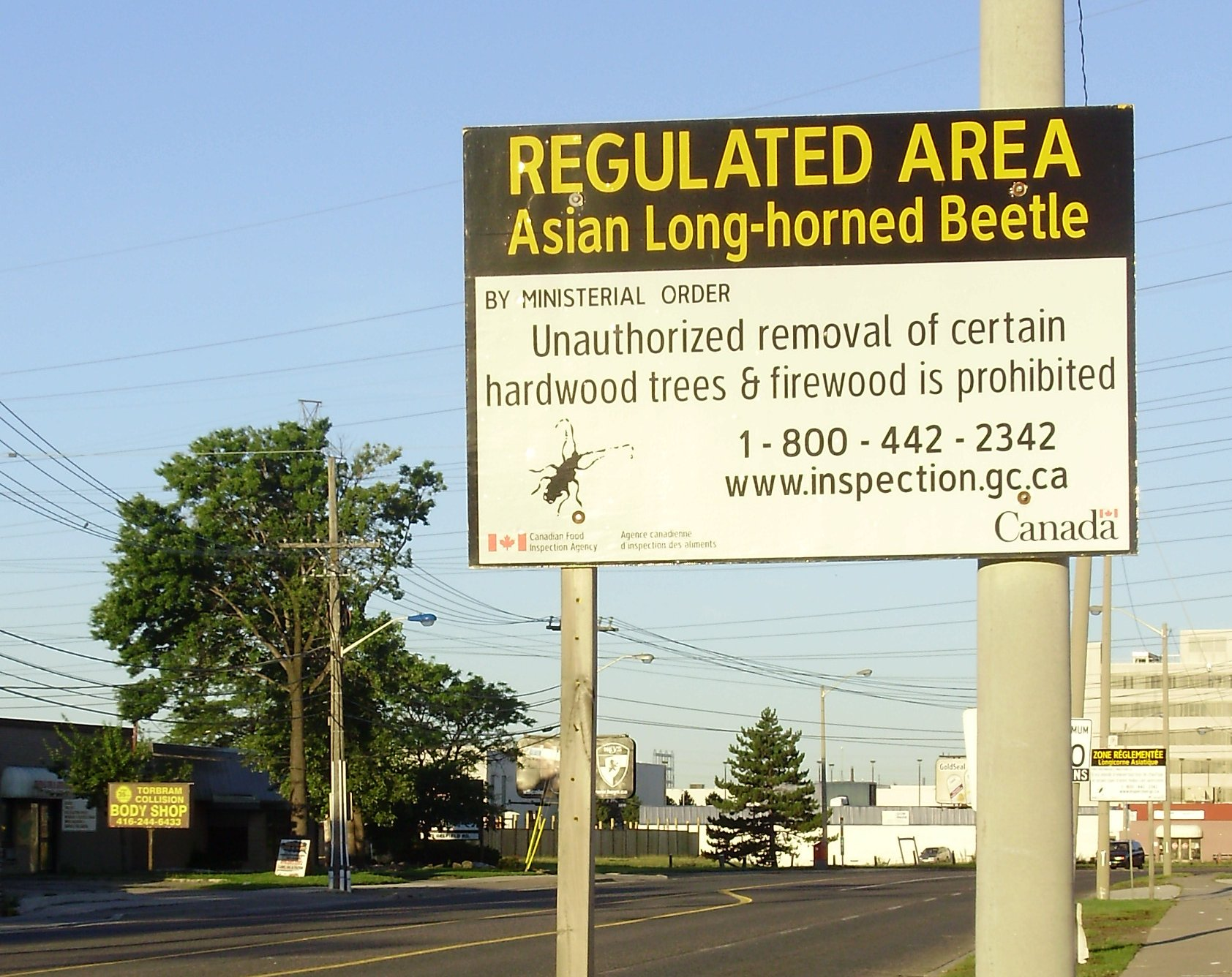
캐나다 식품감사청은 그레이터 토론토 지역에서 유리알락하늘소와 싸우기 위한 노력을 주도하고 있다.

### 방제
모든 발생목은 검증된 수목관리자가 제거하여 절차가 제대로 완료되었는지 확인하고 그루터기를 토양 수준 이하로 갈아서 제자리에 고정해 두어야 한다. 이미다클로프리드, 클로티아니딘, 디노테퓨란 등의 살충제는 하늘소 성충 in 수관 내부의 하늘소 성충을 타겟으로 사용되거나 애벌레를 타겟으로 수간주사를 하는데 쓰인다. 나무 내부로 침투한 살충제는 고르게 퍼지지 않아 유리알락하늘소가 이 나무를 식해하고도 살아남을 수 있다. 효능 우려, 고비용, 그리고 다른 곤충에 대한 비표적 효과로 인해 해충 발생지역에서 나무를 광범위하게 예방 치료하는 것은 학자들에게 우려를 준다.
산란구멍을 수액으로 빠르게 채우거나 알들을 감싸서 죽이는 유합조직을 생성하는 저항성 수종이 개발되었다. 기주를 제거 후 비기주성 수목으로 대체한다.
생물적 방제의 경우 중국 등의 일부 지역에서 고려되기도 했다. Beauveria brongniartii(백강균 계열) 같은 곤충병원성 곰팡이는 성충과 애벌레의 치사율을 증가시키는 한편 Metarhizium brunneum(녹강균 계열) 및 Beauveria asiatica의 경우 성충의 생존율을 줄일 수 있다. 유리알락하늘소의 원 서식지에 분포하는 대부분의 기생충들은 광범위한 기주범위를 가지고 있으며, 생물적 방제용으로는 적합하지 않다. 딱따구리도 치사율을 올릴 수 있는 요인이 된다. 유리알락하늘소 박멸을 목표로 노력 중인 나라들에서는 대개  처음부터 생물적 방제를 활용하지 않는다.

#### 박멸
북미와 같이 해충이 적은 지역에서는 유리알락하늘소가 잠재적으로 박멸될 수 있다. 기주 나무가 제거되거나 처리하고 나면, 전문 인력이 해당 발생 지역에서 정해진 거리 내에 위치한 공공 및 사유지의 모든 기주 나무를  조사한다. 발생 지역은 하늘소나 발생 나무가 마지막으로 발견된 지 최소 3-5년 동안 매년 한 번씩 조사를 되풀이한다.

## 같이 보기
- 알락하늘소
- 서울호리비단벌레